# Toon van Driel

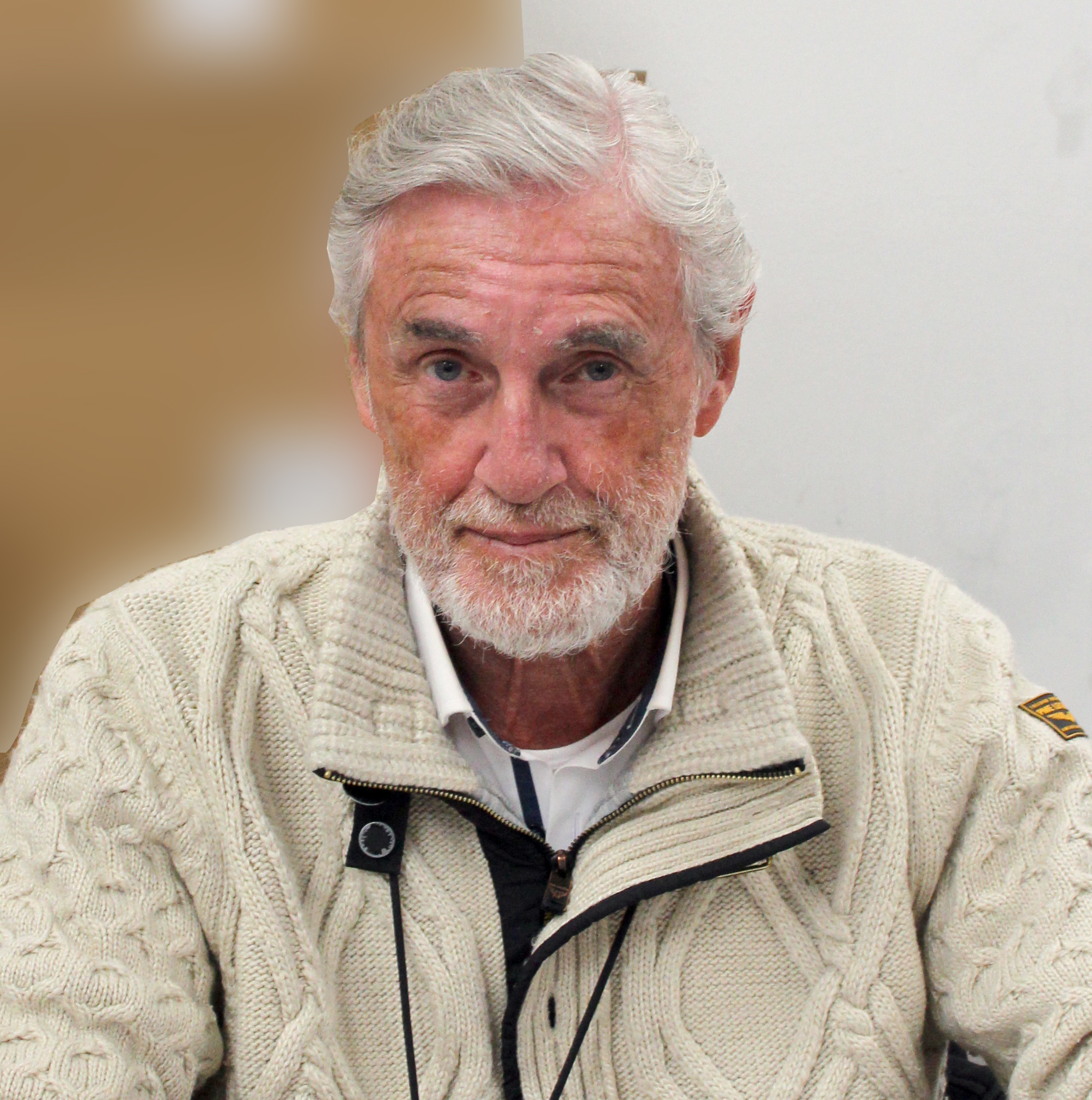
Toon van Driel (2025)

Toon van Driel (* 16. Februar 1945 in Amsterdam) ist ein niederländischer Comiczeichner.
Zuerst arbeitete er in einer Werbeagentur und als Flugbegleiter bei der KLM. Danach erfand van Driel F.C. Knudde. Fünf Jahre nach F.C. Knudde zeichnete er De Stamgasten, worin diesmal Tiere die Hauptrollen verkörperten. Schweine, Pinguine, Kamele und Giraffen gelangten in absurde Situationen, wobei sie viele menschliche Züge vorführten.
Andere Comics von Van Driel sind De Stuntels, André van Duin, De familie Weltevree, De nakomertjes und Gorp.